# Субкультура

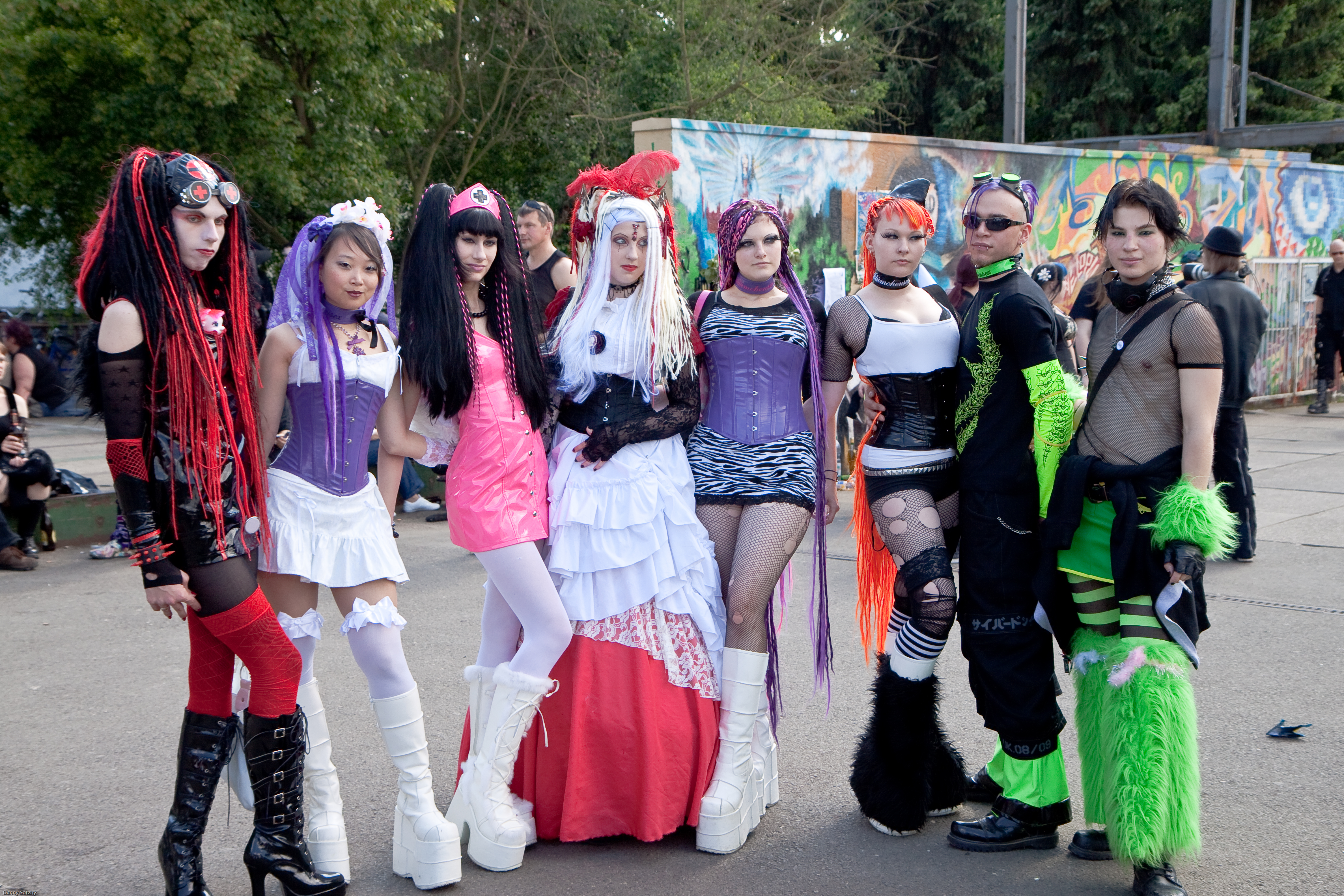
Кібер-готи

Субкультýра — форма (або ж тип) культури, що має відповідну систему символів і цінностей (тобто норм, стандартів, ідеалів та переконань), що відрізняють певну соціальну групу від більшості членів суспільства. У антропології  — група людей у межах більшого суспільства з відмінними стандартами та моделями поведінки.
Субкультура (лат. sub — під чимось, лат. cultura — обробіток, виховання, розвиток) — у найширшому розумінні, частина всього, що створено людським суспільством: це будь-яка група у складі більшої, збірної культури, члени якої мають інтереси, що відрізняються від інтересів тих, хто належить до основного річища культури. У вужчому розумінні, субкультура — це будь-яка відмінна за стилем та ідентичністю група.
Субкультура — це система цінностей, установок, способів поведінки і життєвих стилів певної соціальної групи, яка відрізняється від пануючої в суспільстві культури, хоча й пов'язана з нею. Членство в таких субкультурах надає відчуття ідентичності і забезпечує певну компенсацію «невдач» в звичайному суспільстві. Одна з складностей, що пов'язана з використанням поняття субкультури, полягає в тому, що воно передбачає існування ідентифікованої пануючої культури, однак фрагментація сучасного суспільства робить ідентифікацію такої культури проблематичною. Постмодерне суспільство складається з великої кількості субкультур, які відрізняються одна від одної своїми життєвими стилями.

## Культура та субкультура
Пристосовуючись до мінливих реалій життя, культура безперервно розвивається. Культуру розглядають як модель для дійсності і саму дійсність. Зміни у культурі виникають через взаємодії між окремими особами. Окремі особи — це творіння і водночас творці культури. У результаті переговорів суспільство досягає консенсусу щодо сенсів. Проте беруть участь у цих переговорах і впливають на зміни не конкретні особи, а підгрупи та субкультури. Субкультури — головні складові соціальної взаємодії, на рівні яких і виникає оновлення культури. Ці ідеї асимілюються суспільством в міру того, як вони отримують ширше визнання. Субкультури містять системи внутрішніх правил (групові правила і стандарти), які дозволяють їхнім членам ідентифікуватись один з одним. Субкультури можна розглядати як властиві поколінням загальні форми ідентифікації, які перетинаються з іншими маркерами колективної ідентичності, як-от раса, стать, клас, сексуальна орієнтація. Культурний консенсус з'являється тоді, коли члени субкультурної групи мають спільні погляди. У широкому розумінні, субкультура — це будь-яка група у складі більшої, збірної культури, члени якої мають інтереси, що відрізняються від інтересів тих, хто належить до головного річища культури. У вужчому розумінні це — будь-яка відмінна за стилем та ідентичністю група.

### Як розпізнати субкультуру
1. Субкультурам притаманні суворі внутрішні вписки і заходи, спрямовані на остракізацію, які забезпечують їхню стійкість.
2. Субкультурам властивий структурований процес навчання, протягом якого кандидати вчаться, як стати членами.
3. Субкультурам притаманний дуже виразний ступінь автентичності, який творить настільки міцні суспільні межі, що групу можна назвати субкультурою. Майбутні члени мають показати досвідченим членам, що вони зрозуміли альтернативні правила, що вони — «свої».
4. Субкультури формуються навколо добровільних об'єднань.
5. Субкультури творять власні субінтерпретації норм загалу — вони або повністю відкидають їх на користь власних, або трішки їх змінюють, щоб надати сенсу способові життя своєї субкультури. Жодна субкультура як така не є відхиленням. Групі, що певним чином відходить від норми, притаманний активний процес залучення нових членів. Вони формуються навколо єдиного харизматичного символу чи літератури.

## Види субкультур
Субкультурні групи бувають двох типів:
1. Всеохопна інституція — це соціальний простір, у якому члени субкультури живуть і працюють із однодумцями — відрізані від загалу. Вони живуть замкнуто і відокремлено. Це — втеча від суспільства.
2. Діяльність у суспільстві — тип, протилежний до першого. Його члени не схвалюють правил загалу, але діють у його межах. Це — навернення суспільства. Протистояння.

Інший погляд на відмінності серед субкультур виділяє такі два типи: естетична субкультура й опозиційна субкультура. Естетична субкультура просто відрізняється від культури загалу. Натомість опозиційні субкультури протистоять певним суспільним інститутам або звичаям.
Досліджуються особливості субкультур різних суспільних груп:
- Субкультура людей похилого віку — групи, яка має свої цінності, установки, яка об'єднана специфічними (в силу віку) інтересами, які визначають їх сприйняття світу. Люди похилого віку як культурна група і притаманні їй дискурсивно-концептні форми діяли та продовжують діяти в різних культурних періодах − від архаїчних до сучасних;[3]
- Кримінальна та пенітенціарна субкультура (або тюремна; субкультура засуджених, що перебувають в містах позбавлення волі).

  - Кримінальна субкультура, яка визначається як система групових цінностей, інтересів, звичаїв, традицій, норм і правил поведінки, які обумовлюють регулювання неформальних відносин в середовищі злочинців, включаючи й середовище засуджених, що відбувають кримінальне покарання в вигляді позбавлення волі.

  - Пенітенціарна субкультура — вид кримінальної субкультури, обумовлений з однієї сторони — системою впливу держави на засуджених, що відбувають покарання в містах позбавлення волі, включаючи створення для них умов регулювання відбуття покарання, з іншої — вимушеним прагненням пристосуватися, забезпечити особисту безпеку, самоутвердиться в цій специфічній суспільній групі, де формується притаманна їй система цінностей, понять, звичаїв, що регулюють взаємовідношення в локальному просторі пенітенціарної установи.[4]

## Відмінності між субкультурами
1. Одні субкультури пов'язані з територією, а інші — ні.
2. Одні мають систему підготовки нових членів, інші ж — ні.
3. Одні займаються залученням нових членів, інші — ні.
4. Одні субкультури ієрархічні, інші ж — ні.
5. Одні вдаються до повстання, інші — до протистояння або ізоляції.

## Причини формування субкультури
Групи субкультур формуються через потребу втечі від загалу і намагаються знайти нове значення речей — вони постають з колективної і майже стихійної потреби по-новому визначити щось важливе для суспільства. Люди у пошуках розв'язань знаходять інших із подібними проблемами і починають усвідомлювати, з якою субкультурою вони хочуть себе ідентифікувати. Долучатися до неї чи ні — то справа кожного зокрема. Адже слід зважити на можливість остракізації з боку загалу.
Щоб вирішити суперечності в основній культурі, якщо вона вже не забезпечує наступне покоління дієвою ідеологією, субкультура набирає форми у власній музиці, моді та ритуалах, які здатні творити. Теорія просотування стверджує: напрямки творяться на вершині суспільної структури, а потім «просотуються» на інші рівні. Наприклад, вершиною структури можуть бути модельєри, моделі, рекламні агентства та відомі особистості. Молодь отримує інформацію з телепередач про моду, музичних кліпів та журнальних реклам.

### Теорії формування субкультур
1. Субкультуру визначають з марксистського погляду у контексті класу.
2. Субкультуру визначають з марксистського погляду, але без класової структури.
3. Субкультуру визначають як протистояння гегемонії — це субкультура на вищому рівні.
4. Пост-структуралісти визначають субкультуру як індивідуальне або групове протистояння. У 70-их роках пост-структуралісти розглядали вищий клас як такий, що горне до себе робітників, і тим мотивує їх разом із нижчим класом ставати заможнішими. З цього і виникла субкультура — щоб вирішити конфлікти між класами. Спільним тут є протистояння домінантній культурі. Якщо культура — це суспільне творіння, відтворення сенсу, значення та свідомости, то домінантна культура мусить бути найпоширенішою культурою — культурою, якій все до снаги.

## Роль мистецтва у молодіжних субкультурах
Вся молодіжна культура побудована на використанні досягнень "високого мистецтва". Свій розвиток вона "розпочала" наприкінці ХХ ст., яка реалізувалась у трьох сферах буття, які не мають прямого стосунку до соціального устрою. Однією з таких сфер є мода, чиї темпи змін часто не відповідають можливостям виробництва, а іншою - музичні ритми.
Мода швидко та активно заявила про себе, як про  важливий елемент сучасної культури, молодіжної зокрема!

## Майбутнє субкультур
Процес суспільної реінтеграції відбувається через перетворення субкультури на товар або через інтелектуальну стагнацію. Деякі групи можуть досягти стану, коли вони вважають себе культурою. Ті, що відходять від групи, реінтеґруються у суспільство. В міру того, як споживання альтернативних культур зростає, субкультури вливаються у головне річище. Тож молодь, щоб залишатися іншою, мусить постійно створювати для себе нову ідентичність. Медіа так швидко забезпечують нас величезним масивом інформації, що нові субкультури поглинаються ними майже в самому зародку. Перенасиченість ЗМІ може ліквідувати існування молодіжної субкультури. А це б означало кінець креативності, яка дуже важлива на цьому етапі життя. Культура знову й знову використовує нею створене — те, що колись належало альтернативним субкультурам, відроджується у головному річищі, як от ретро, рейв і панк. За допомогою засобів масової комунікації, наприклад, друкованих медіа та телебачення, домінантна культура вбирає в себе культуру, яка тільки-но з'являється. Згідно з теорією гегемонії, ті, чия ідеологія домінує, постійно забезпечують загальну згоду зі встановленим суспільним порядком. Найпоширеніші суспільні цінності з часом змінюються у міру того, як члени опозиційних другорядних груп включаються до домінантної культури. Таким чином, зазвичай без жодних збоїв, підтримується суспільний порядок, а контроль домінантної групи якщо і змінюється, то поступово. Внаслідок розвитку поняття гегемонії, виникла концепція залишкової та культури, яка тільки-но з'являється:
Залишкова культура — це витвір попередньої суспільної формації, яка залишається частиною домінантної культури, але збереглася як анахронізм.
Культура, яка тільки-но з'являється, містить нові значення, цінності, звичаї та досвід, які можуть бути альтернативними або опозиційними до домінантної культури.
Домінантна культура ефективно всотує ці культури до гегемонної — відбувається процес їхнього включення. Інколи, включивши таку культуру, домінантна культура змінюється.
За певними обставинами субкультура може перетворюватися в контркультуру — сукупність соціально-культурних установок, які протестно негативно орієнтовані по відношенню до цінностей домінуючої культури та навіть протистоїть цій культурі.
Соціологи Пол Ходкінсон та Вольфган Дейке у своєму дослідженні "Молодіжні культури: сцени, субкультури та племена" підважують термін "субкультура" та концептуалізують та визначають молодіжний рух як нео-плем'я.

## Деякі приклади субкультур
- Бітники
- Анімешники
- Хіп-хоп
- Офніки
- Неформали
- Скінхеди
- Панки
- Готи
- Хіпі
- Емо
- Байкери
- Металісти
- Графітери
- Тактична субкультура
- Квадробери